# Міністерство державного контролю Української РСР
Міністерство державного контролю Української РСР — союзно-республіканське міністерство, входило до системи органів державного контролю СРСР і підлягало в своїй діяльності Раді Міністрів УРСР і Міністерству державного контролю СРСР.

## Історія
Створене з Народного комісаріату державного контролю УРСР у березні 1946 року у зв'язку з переформуванням наркоматів. 31 грудня 1957 року перетворене в Комісію народного контролю УРСР.

## Народні комісари державного контролю УРСР
- Гальперін Рудольф Володимирович (1918—1918)
- Скрипник Микола Олексійович (1918—1919)
- Йоффе Адольф Абрамович (1919—1919)
- Скрипник Микола Олексійович (1920—1921)

## Народні комісари державного контролю - робітничо-селянської інспекції УРСР
- Вєтошкін Михайло Кузьмич (1922—1923)
- Медведєв Олексій Васильович (1923—1924)
- Лебідь Дмитро Захарович (1924—1925)
- Владимирський Михайло Федорович (1925—1926)
- Кіркіж Купріян Осипович (1926—1927)
- Затонський Володимир Петрович (1927—1933)
- Сухомлин Кирило Васильович (1933—1934)

## Народні комісари державного контролю УРСР
- Чорновол Василь Семенович (1940—1946)

## Міністри державного контролю УРСР
- Чорновол Василь Семенович (1946—1947)
- Сидорин Анатолій Юхимович (1947—1947)
- Пирогов Олексій Петрович (1948—1953)
- Караваєв Костянтин Семенович (1953—1956)
- Стоянцев Олексій Андрійович (1956—1957)